# Lallie Charles
Lallie Charles, roz. Charlotte Elizabeth Martin (1869 – 5. dubna 1919) byla britská fotografka. Společně se svou sestrou Ritou Martinovou patřily mezi komerčně nejúspěšnější portrétní fotografky v první dekádě 20. století.

## Životopis
Lallie Charles se narodila v roce 1869 a byla fotografkou na volné noze. V roce 1896 otevřela své první studio, nazvané „The Nook“, na Titchfield Road čp. 1, Regent's Park v Londýně. V roce 1897 se k ní do studia připojila také její sestra Rita Martin. V roce 1906 si Martinová otevřela svůj vlastní ateliér na Baker Street 27 a obě sestry se staly konkurencí.
Charles byla inspirována londýnskou fotografkou Alicí Hughesovou. Dalšími průkopnicemi fotografkami své doby kromě její sestry jsou: Christina Broom, Kate Pragnellová nebo Lizzie Caswall Smith.
Yevonde Middletonová se tři roky u Lallie Charlesové učila fotografickou techniku a kompozici, později si v Londýně založila vlastní fotografické studio. Fotograf Cecil Beaton jako mladý muž u Lallie Charlesové pózoval pro rodinný portrét a získal tak zkušenost, kterou později popsal ve své knize Photobiography. Beaton o sestrách řekl: „Rita Martinová a její sestra Lallie Charlesová, konkurenční fotografka, pózují své portrétované vsedě v mírném konzervatorním světle aby vlasy vypadaly delikátně módní a fotograficky měkké.“

## Dědictví
Malý výběr negativů Lallie Charlesové a Rity Martinové se zachoval v Národní galerii portrétů, které je darovala jejich neteř Lallie Charles Cowellová v roce 1994. 

## Galerie

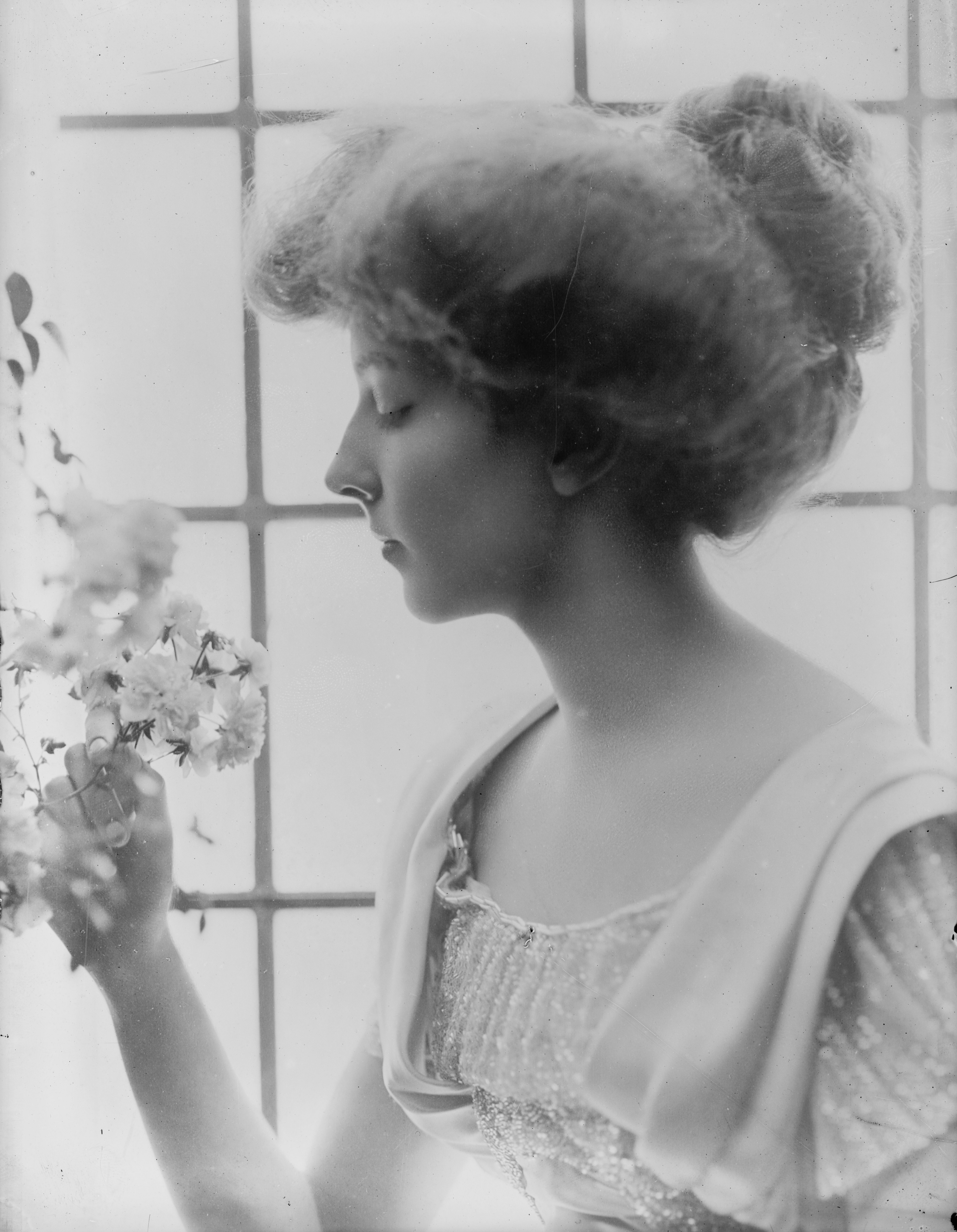
Anita de Braganza
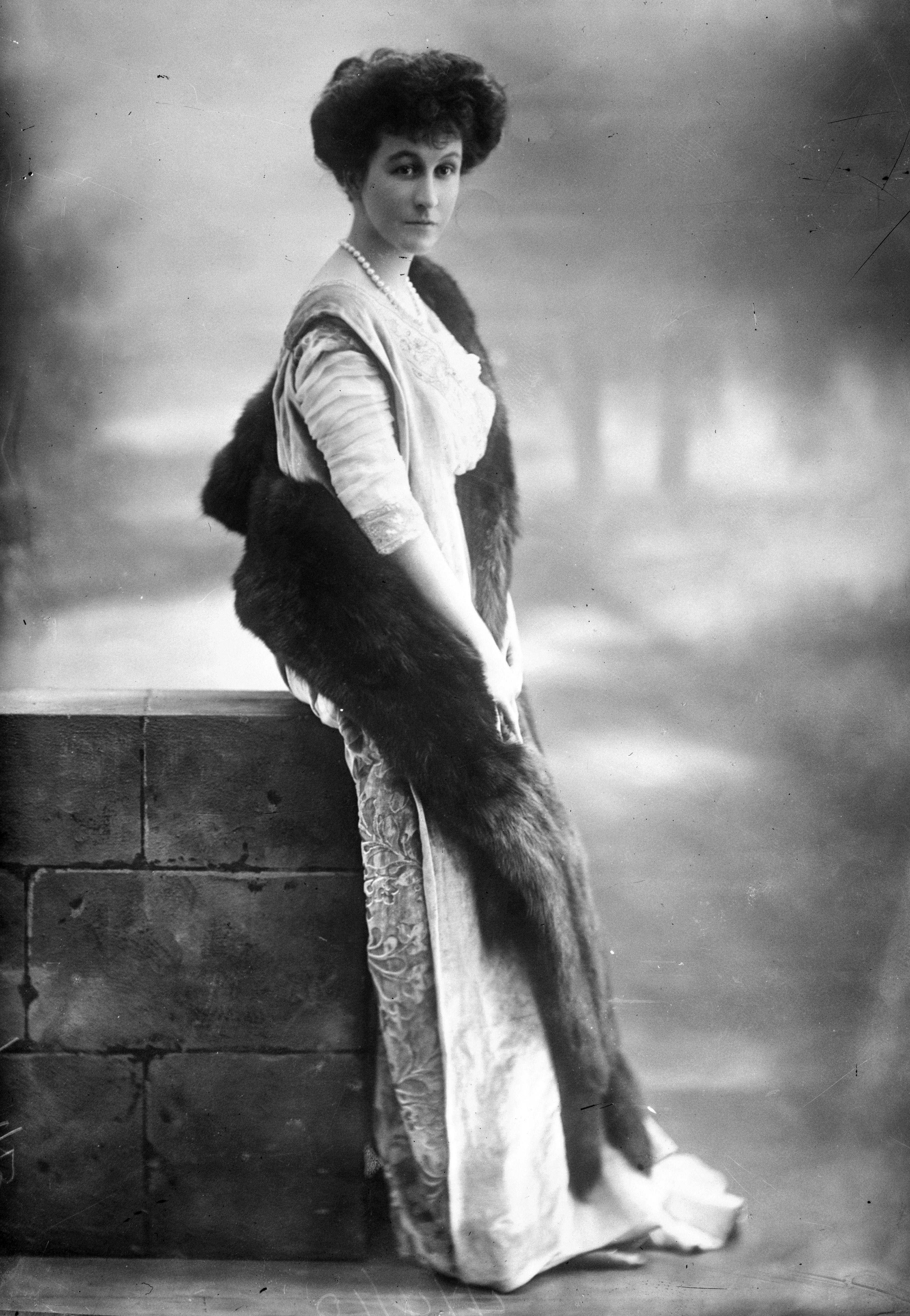
Anne Innes-Ker
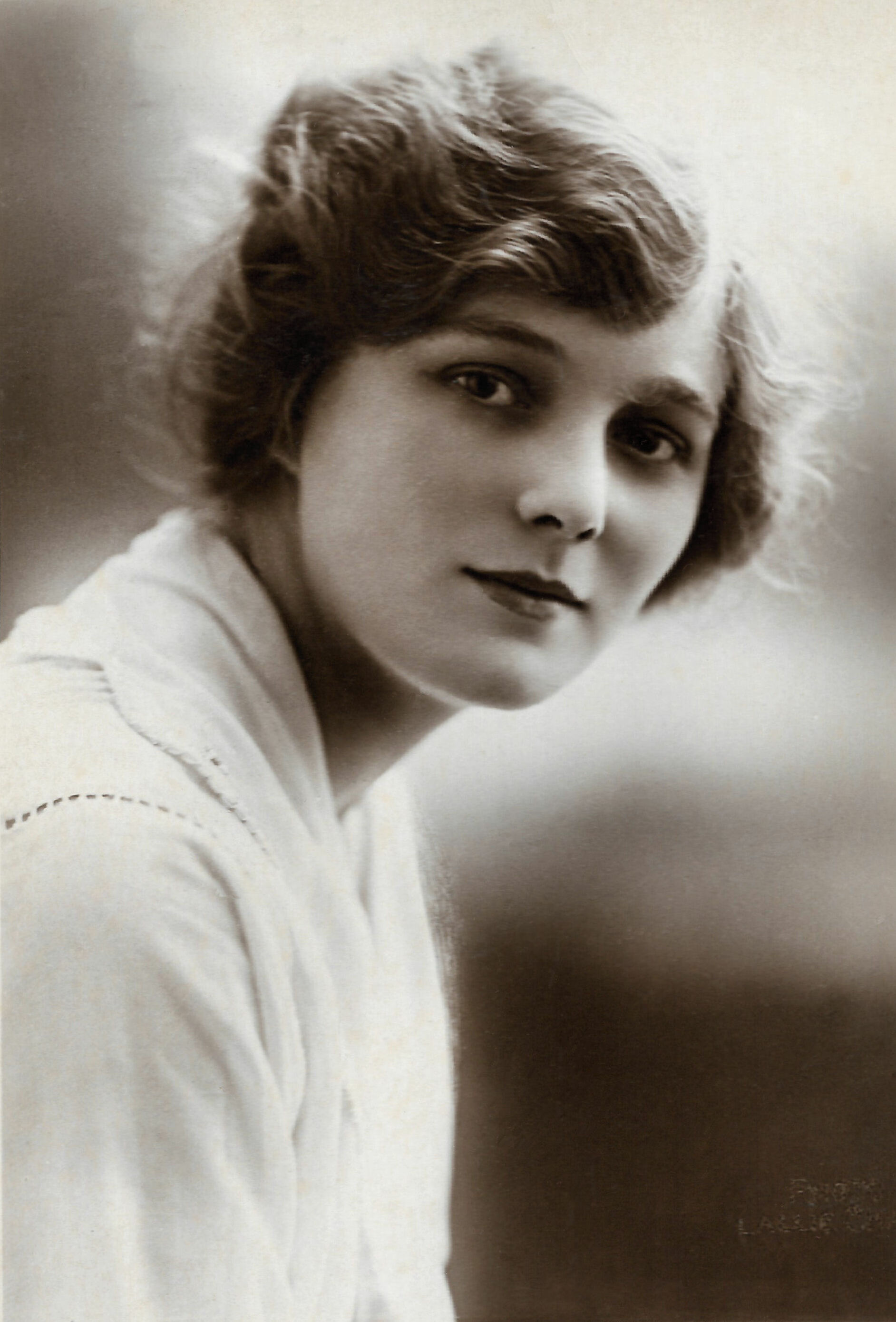
Chrissie White
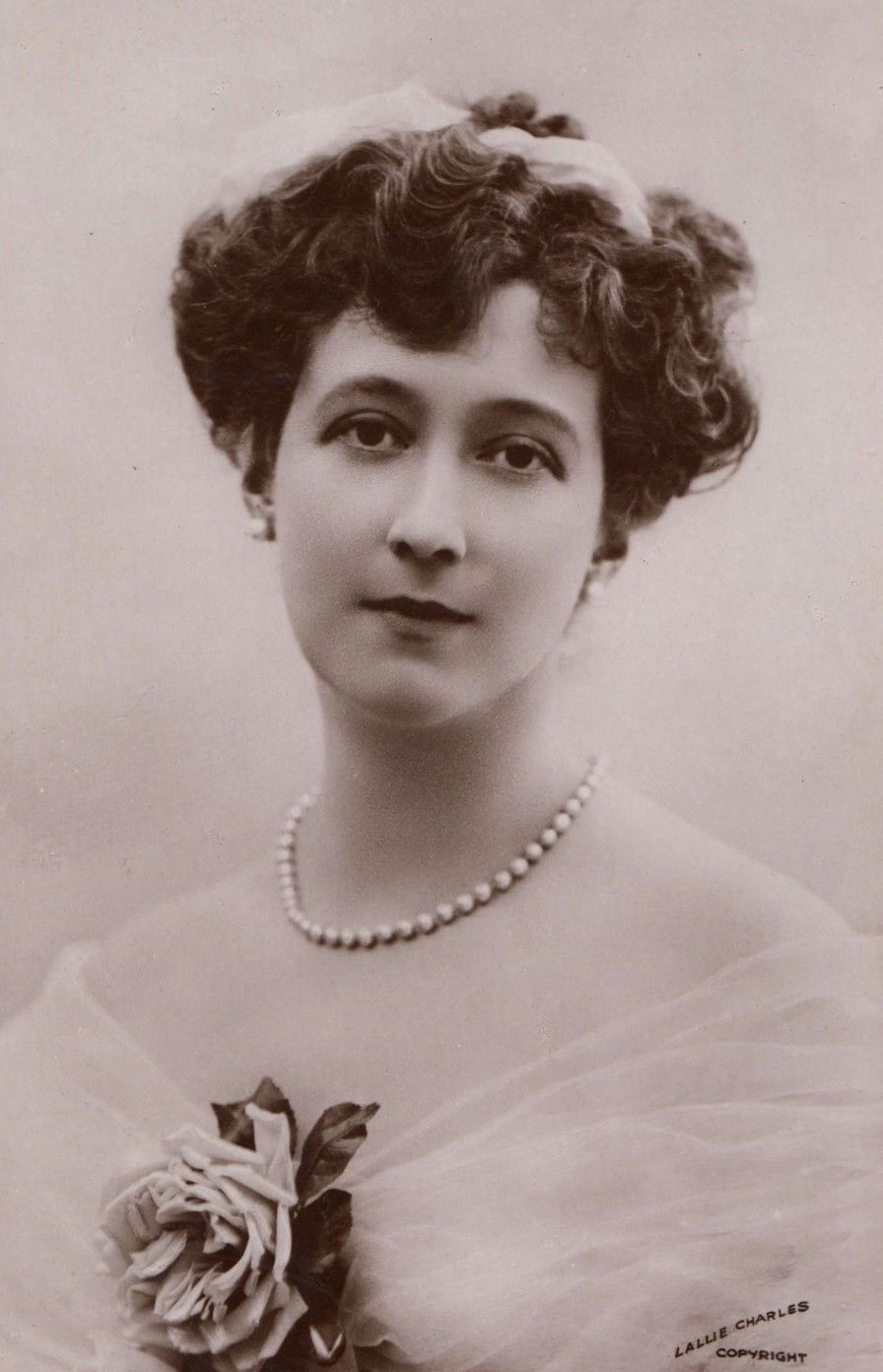
Ellis Jeffreys Rotary
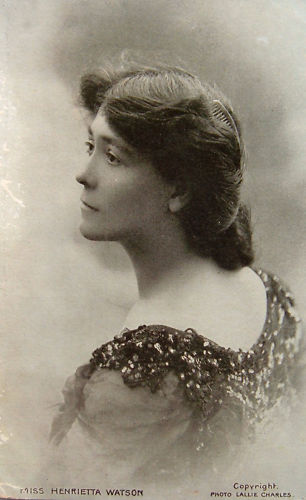
Henrietta Watson
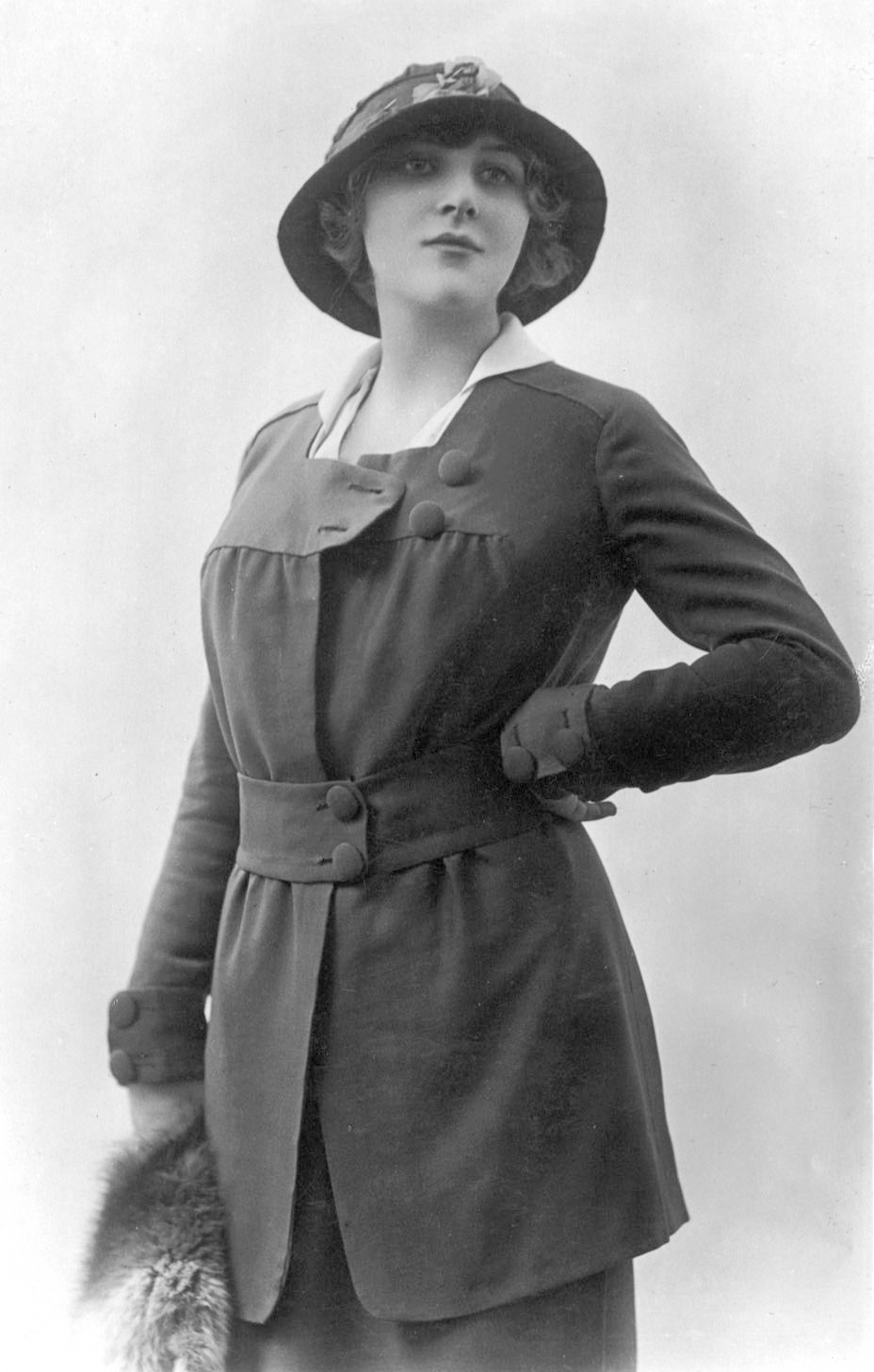
Isobel Elsom
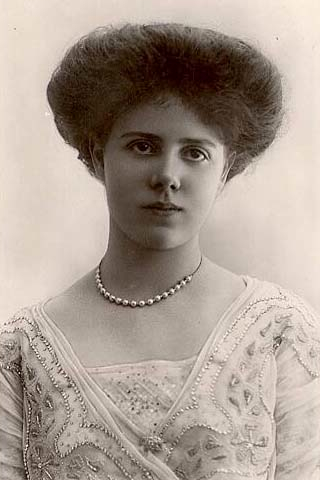
Princezna Maud of Fife
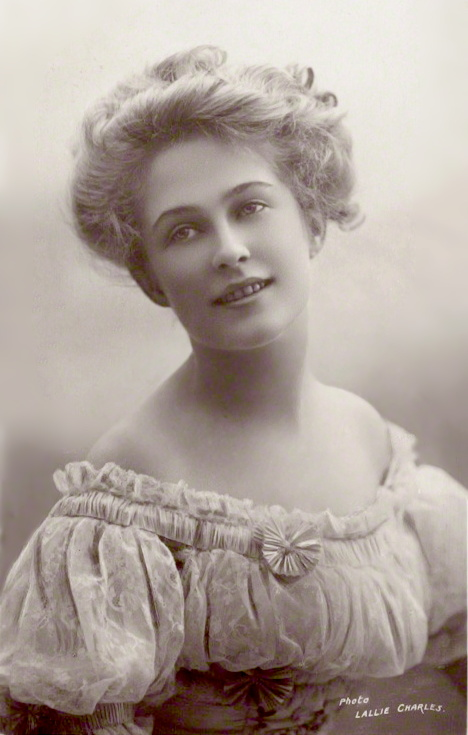
Pauline Chase
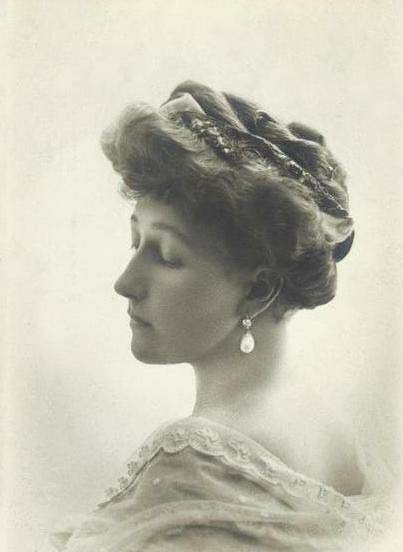
Štěpánka Belgická, rakouská, uherská a česká korunní princezna, princezna Lónyai de Nagy-Lónya
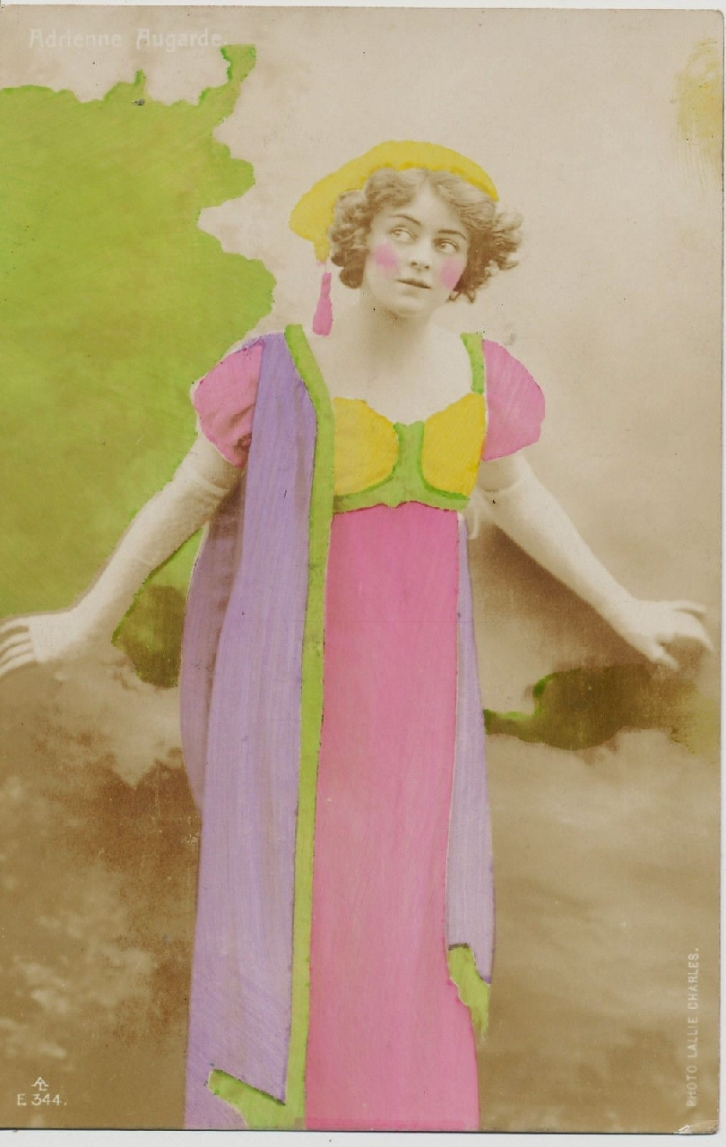
Adrienne Augarde
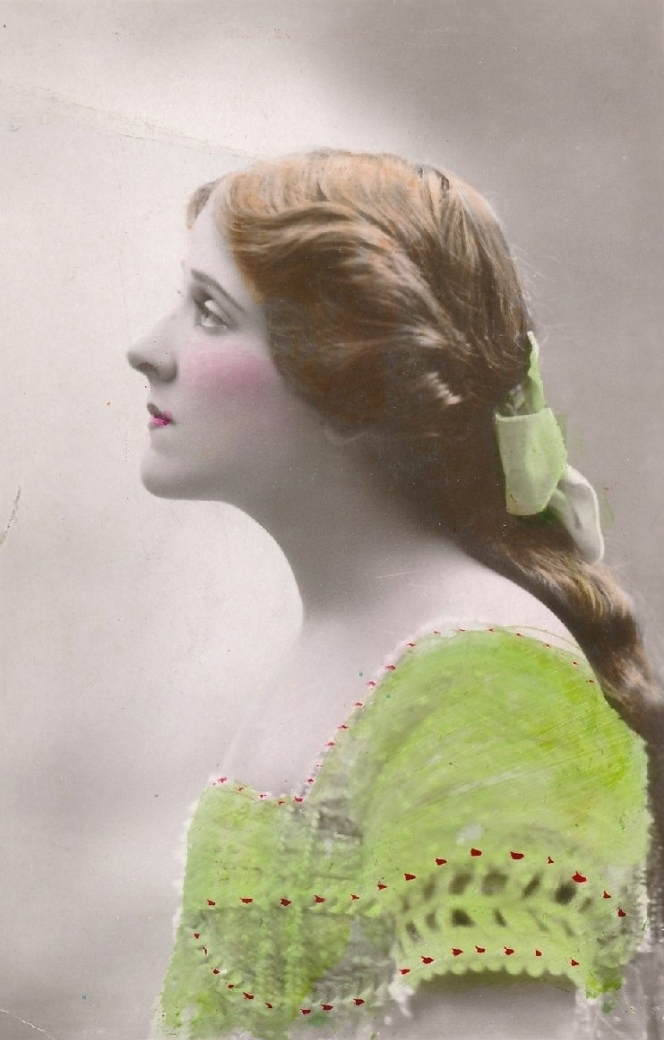
Edna May
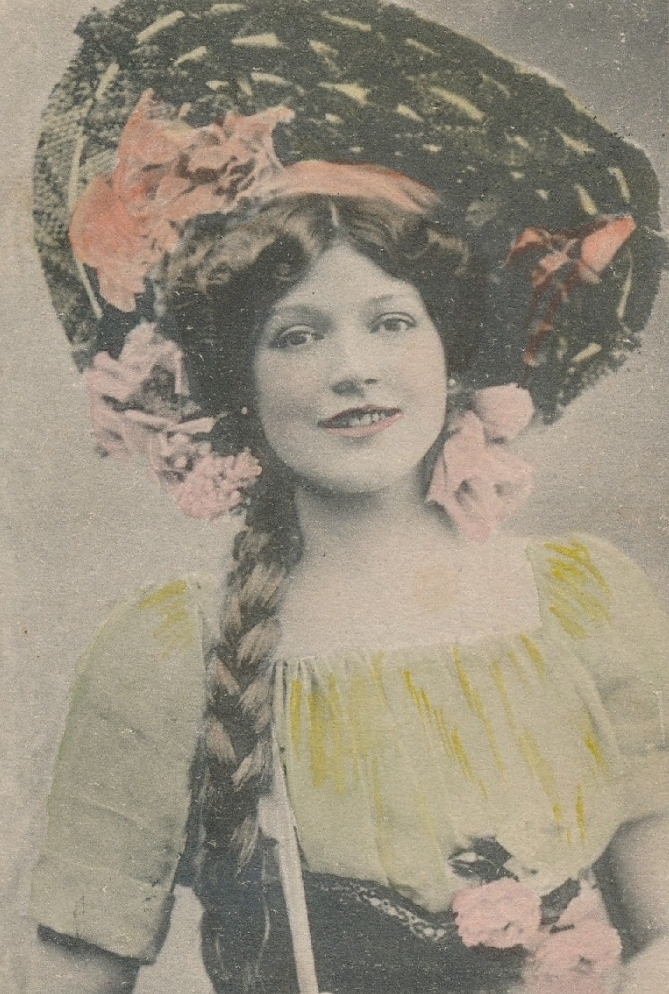
Ruth Vincent
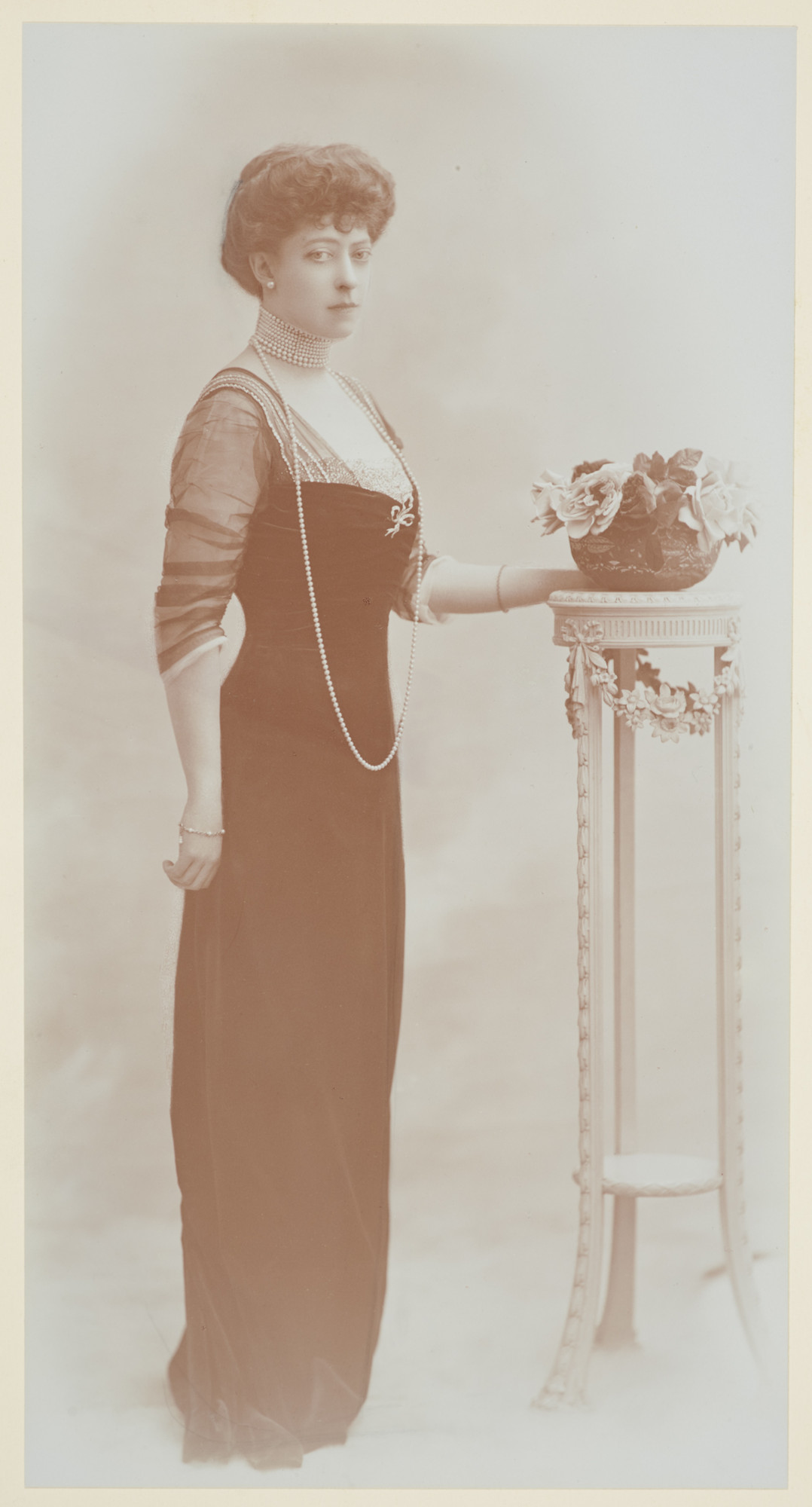
Viktorie (britská princezna)
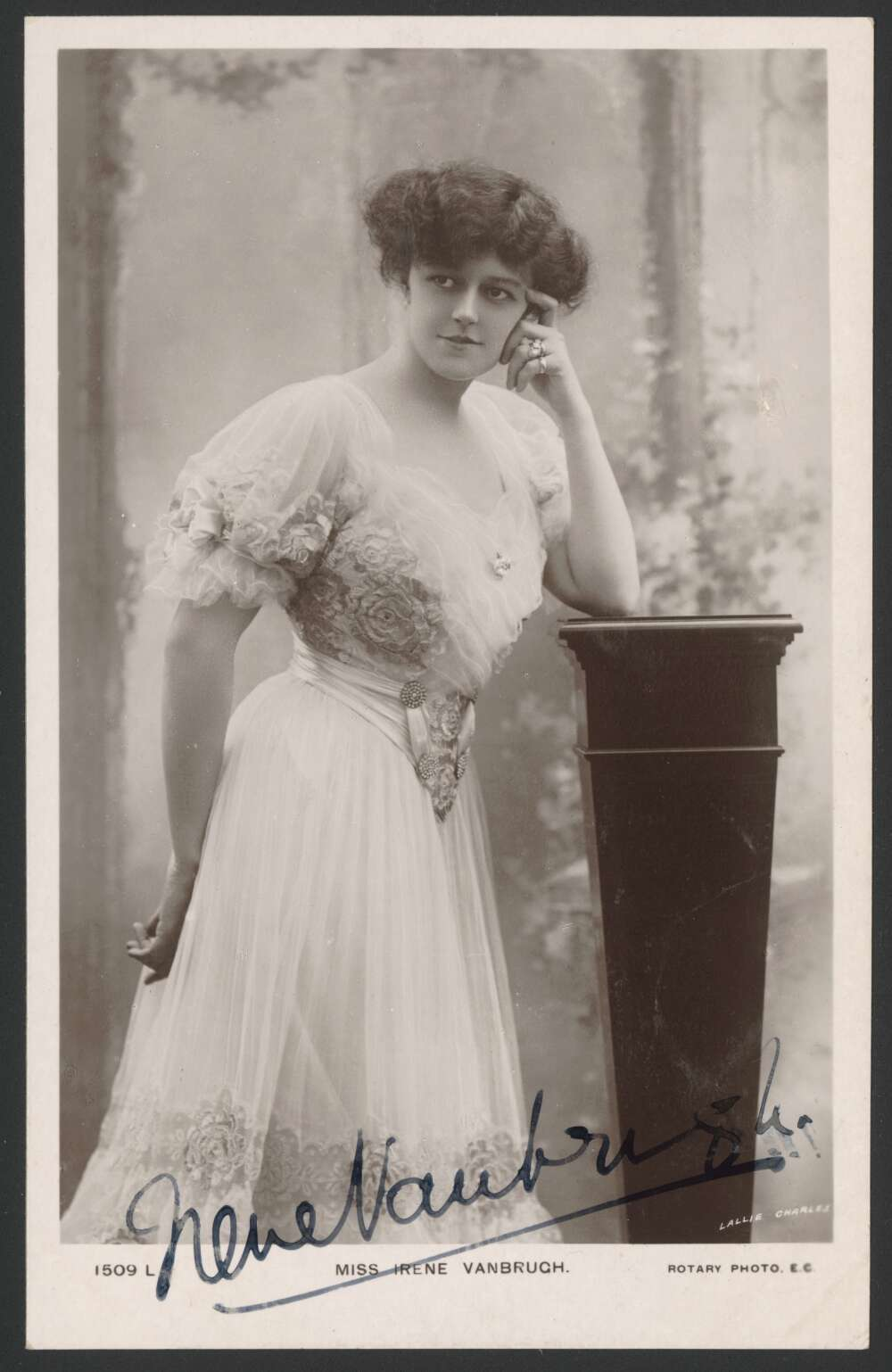
Irene Vanbrugh
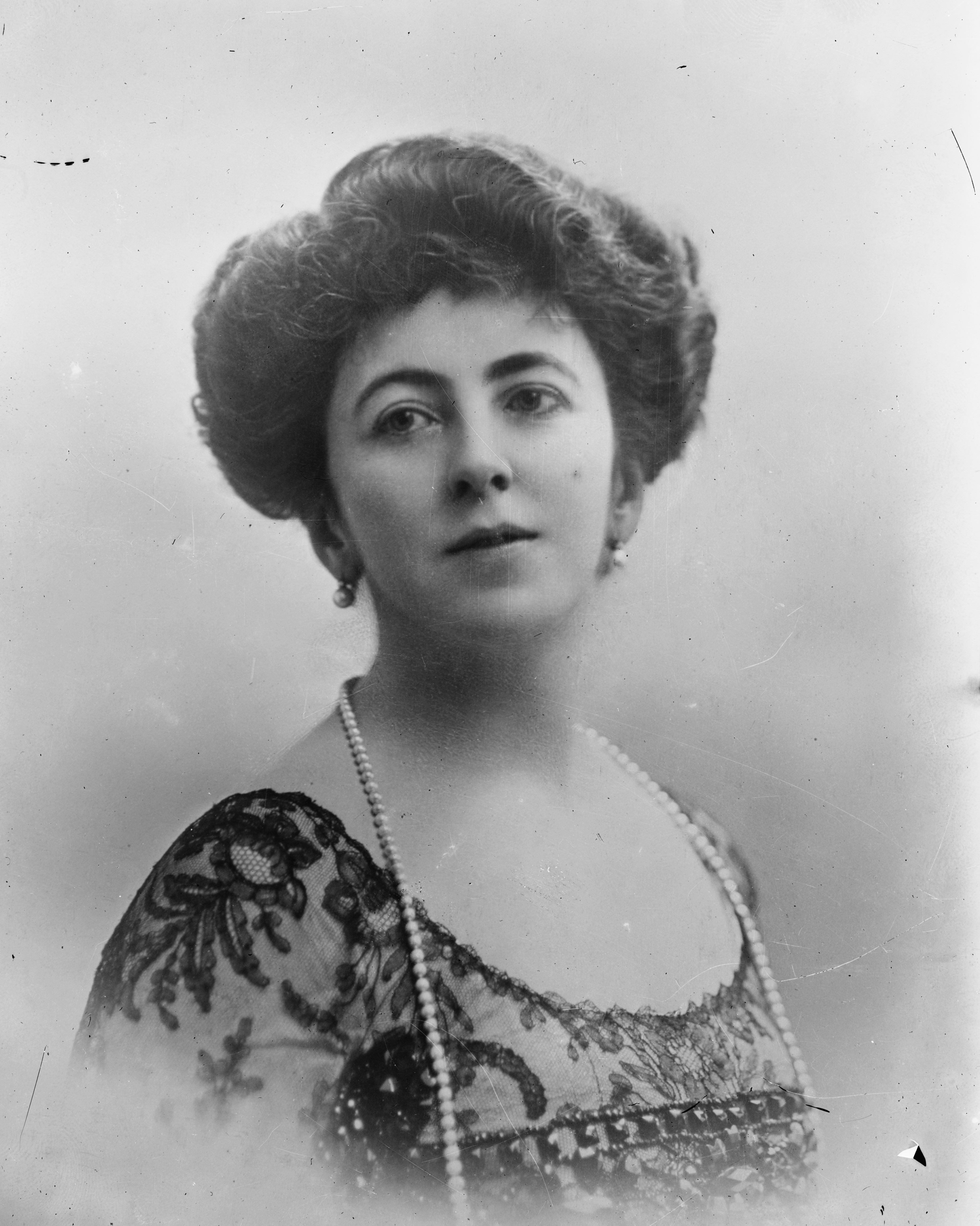
Rita Armstrong Drexel, manželka Anthonyho Josepha Drexela Jr.
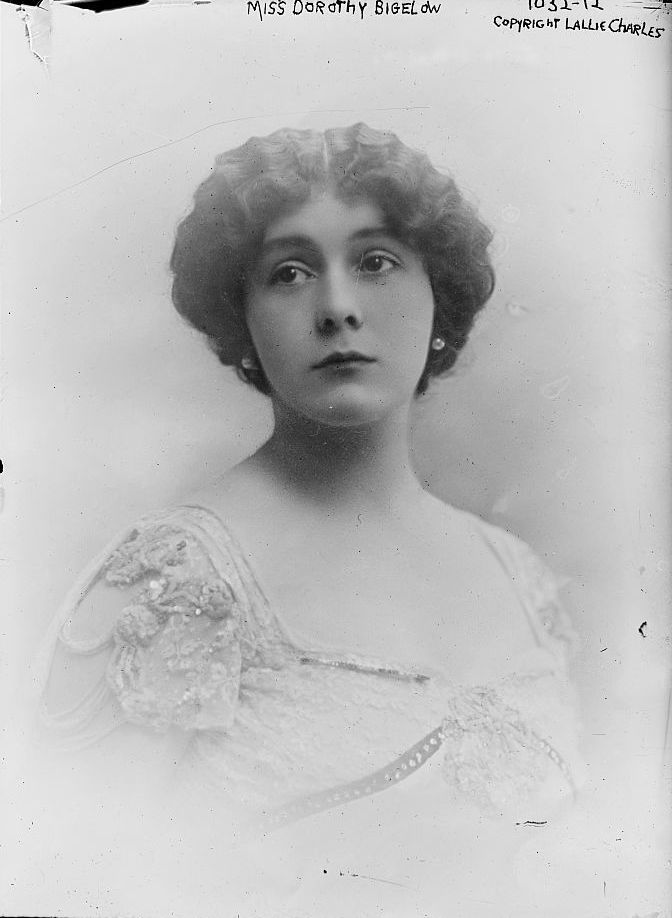
Dorothy Bigelow, manželka Warda Melvilla
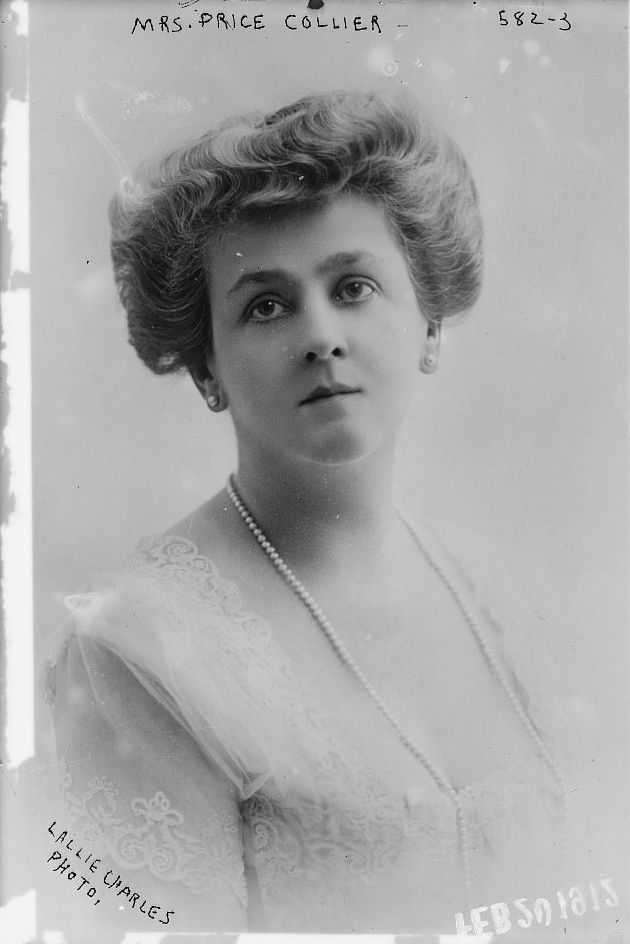
Catherine Delano, manželka Hirama Colliera, matka Kathariny St. Georgeové
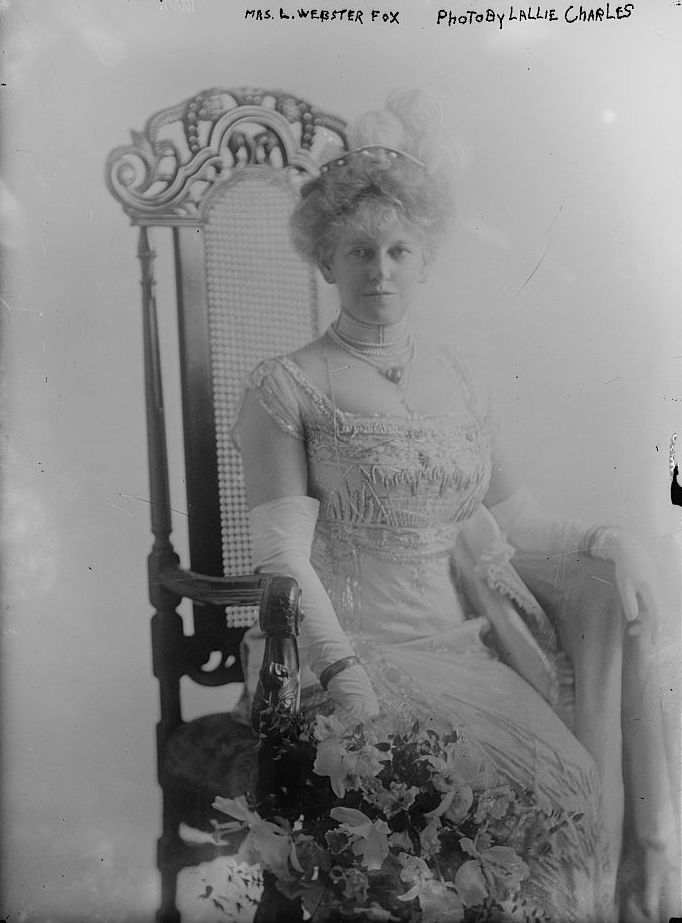
Mrs. L. Webster Fox, 1910
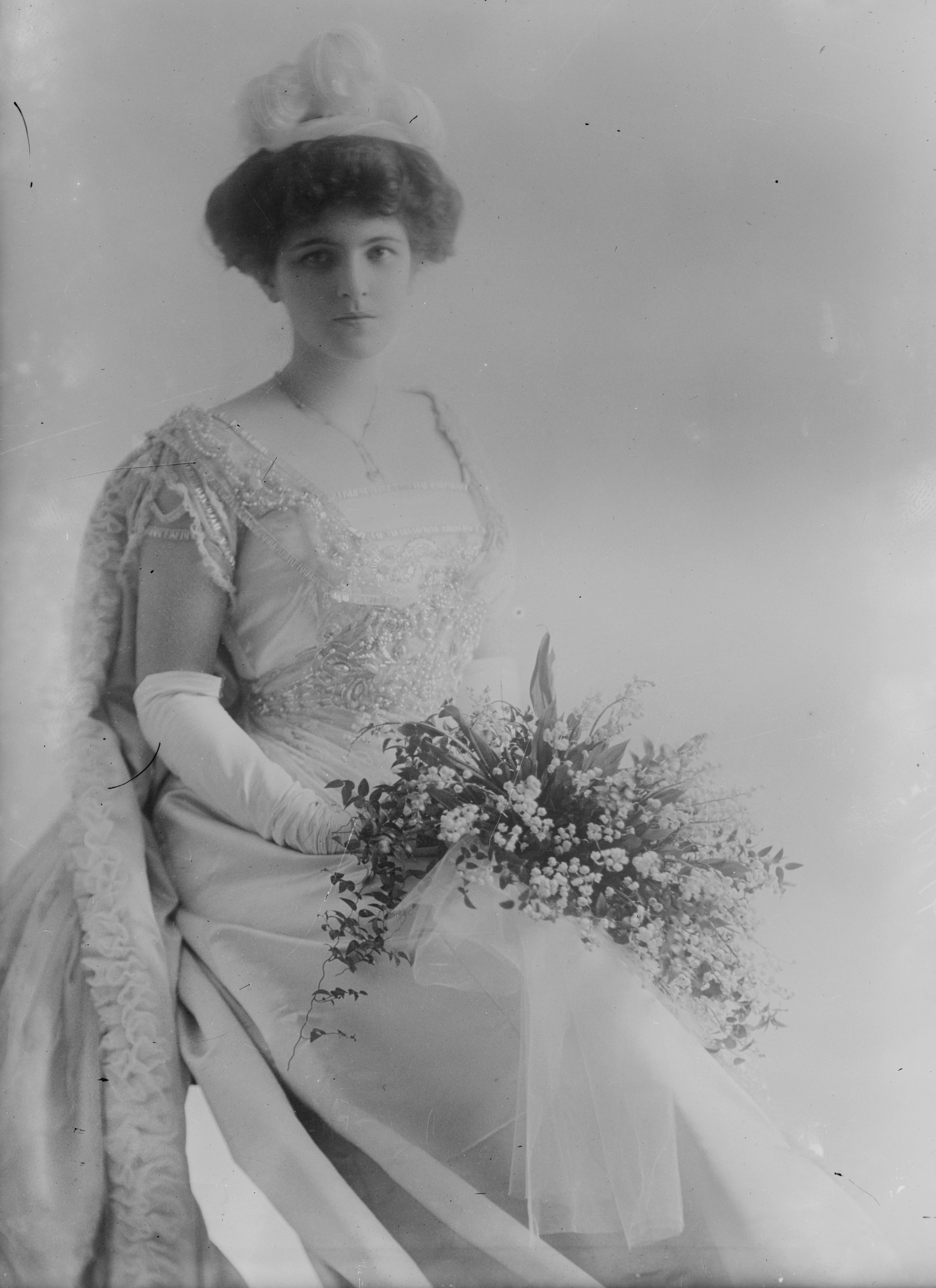
Ceceilia Fox
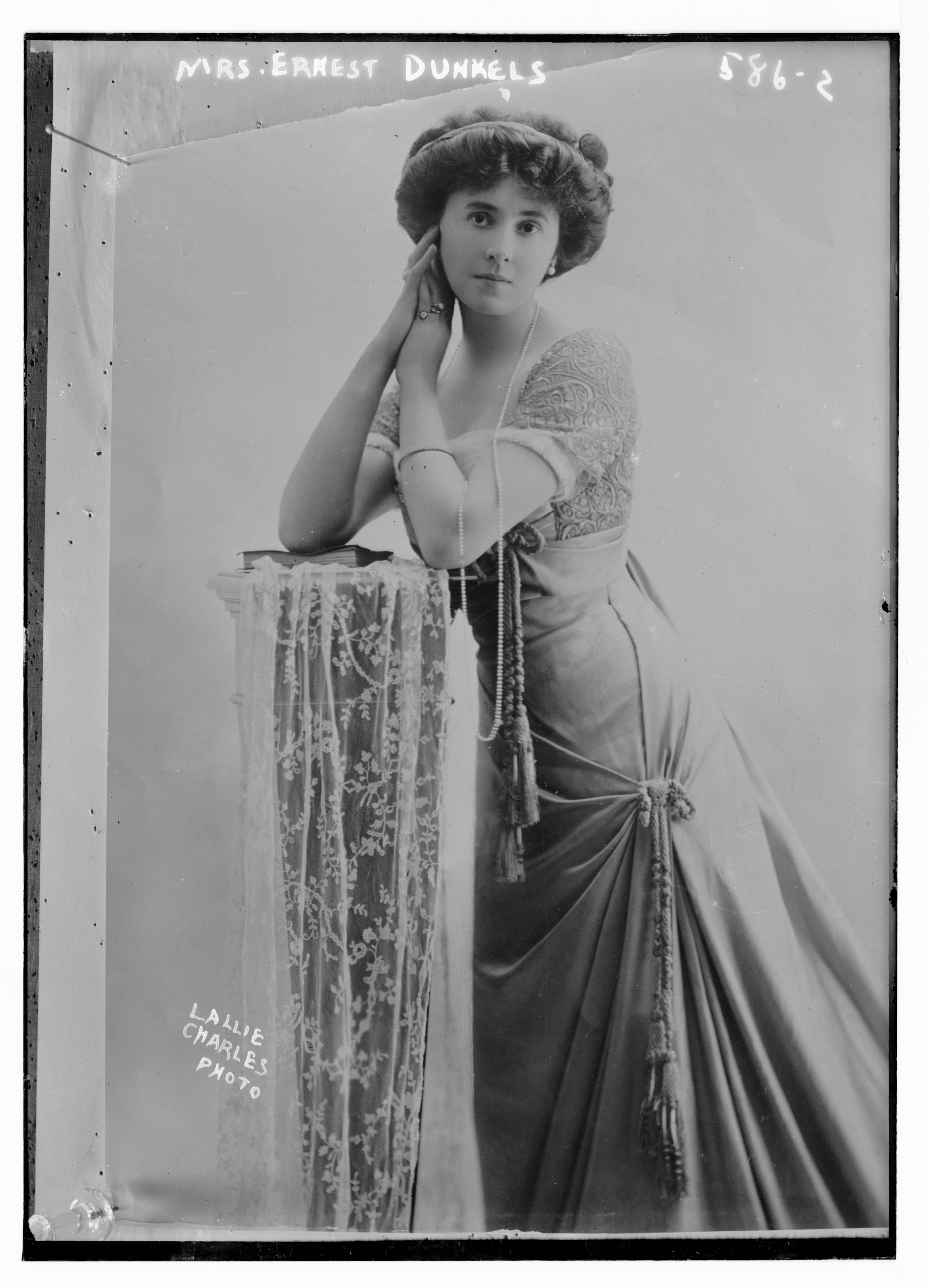
Mrs. Ernest Dunkels